# 55555 DNA
55555 DNA è un asteroide della fascia principale. Scoperto nel 2001, presenta un'orbita caratterizzata da un semiasse maggiore pari a 2,5627202 UA e da un'eccentricità di 0,1324727, inclinata di 14,64549° rispetto all'eclittica.
L'asteroide è dedicato all'omonimo acido nucleico fondamentale per il ciclo vitale della maggior parte delle forme di vita note.